# Gaucelm Faidit
Gaucelm Faidit (ca. 1170 - ca. 1203) fue un trovador medieval. Se conservan 75 canciones y poemas atribuidos a su autoría.

## Biografía

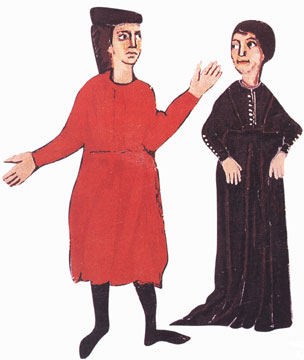
Imagen de Gaucelm Faidit en una miniatura medieval.

Guacelm nació en Uzerche (departamento de Corrèze) en el seno de una familia burguesa. Gaucelm Faidit perdió toda su fortuna en el juego y se hizo juglar. Su actividad poética se desarrolló poco más o menos entre 1180 y 1220.
Estuvo en relación con Elías d’Ussel y fue protegido por María de Ventadorn y por Ricardo Corazón de León. Habiendo pasado del Lemosín a Lombardía, acompañó en 1202 al marqués Bonifacio de Montferrato a la Cuarta Cruzada.
Faidit era un poeta de una gran sensibilidad, capaz de escribir un sentido planto ( elegía ) a la muerte de uno de sus protectores, el rey Ricardo Corazón de león, y deliciosos poemas de amor dedicados a María de Ventadorn.
Su obra es abundante, unas 75 composiciones líricas y de inspiración varia.

## Galería

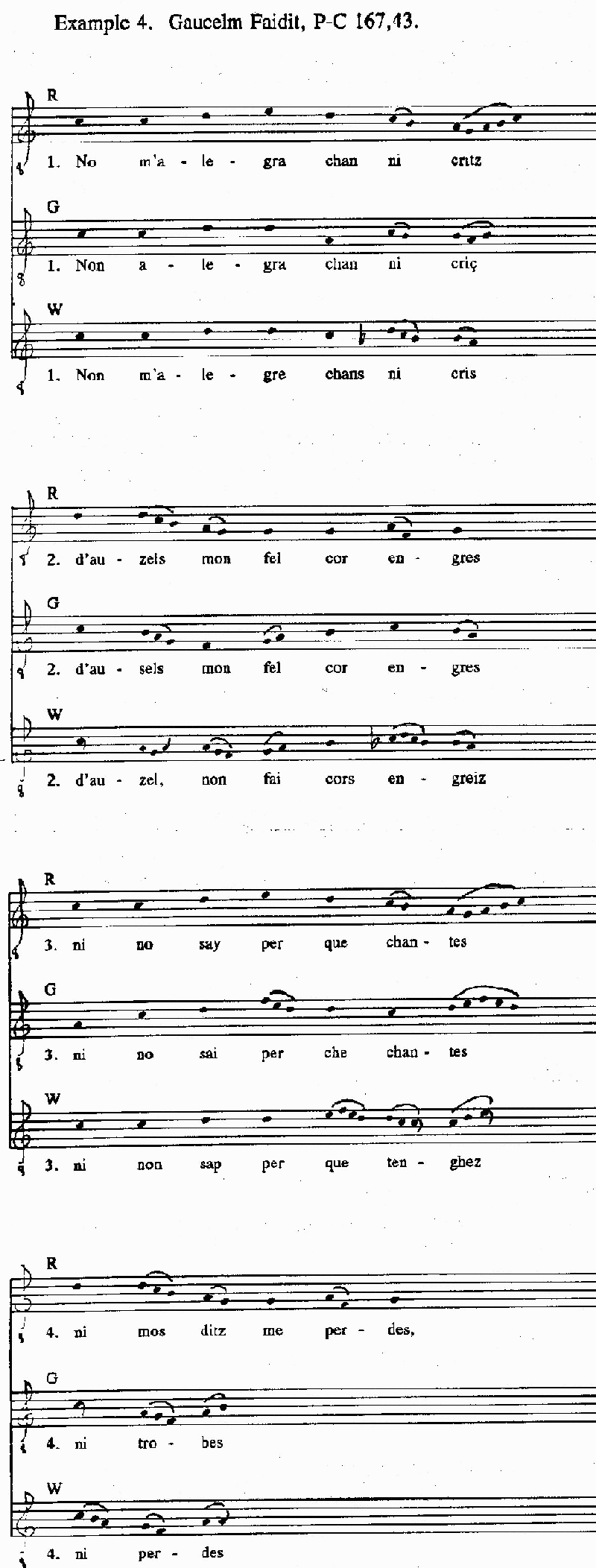
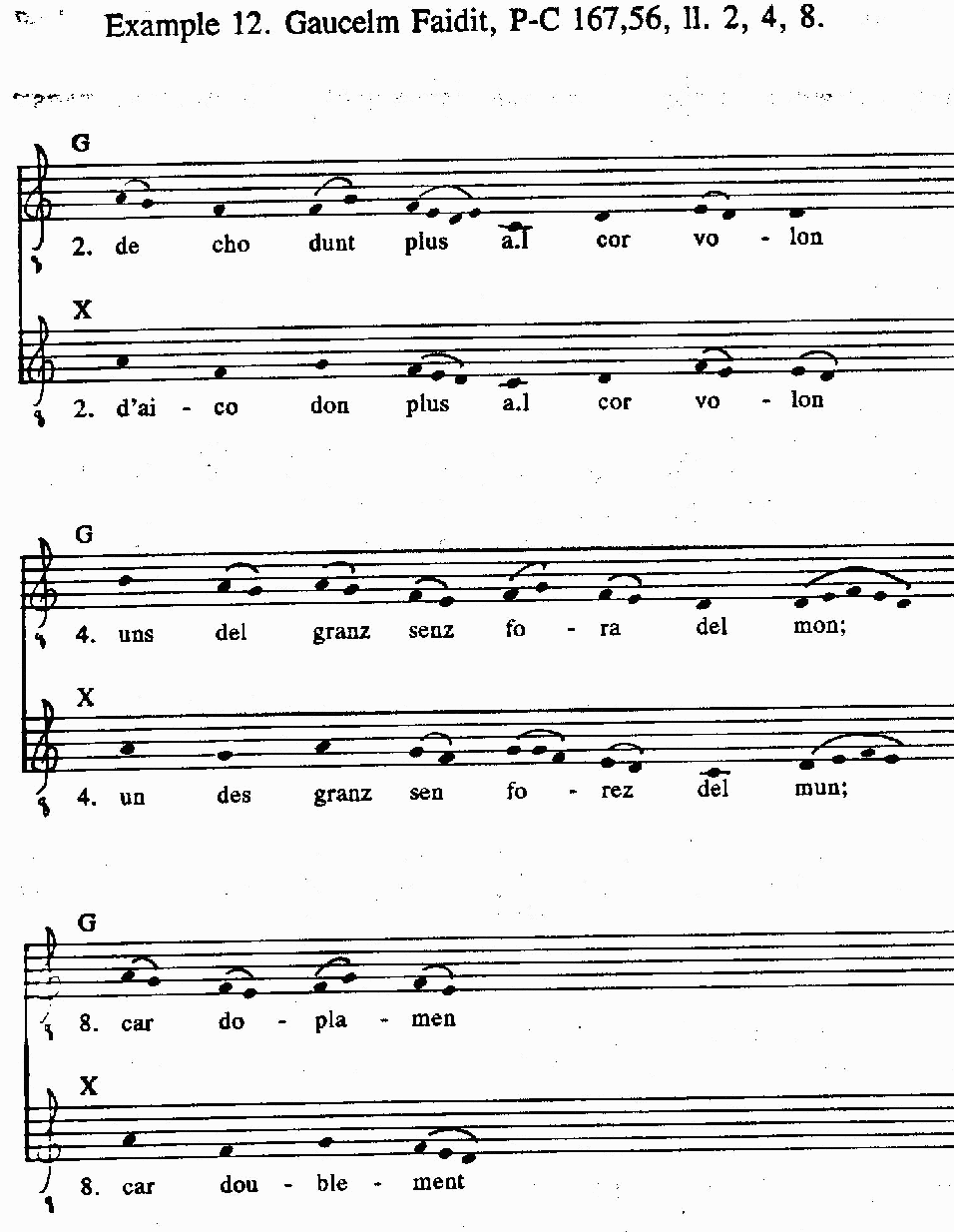
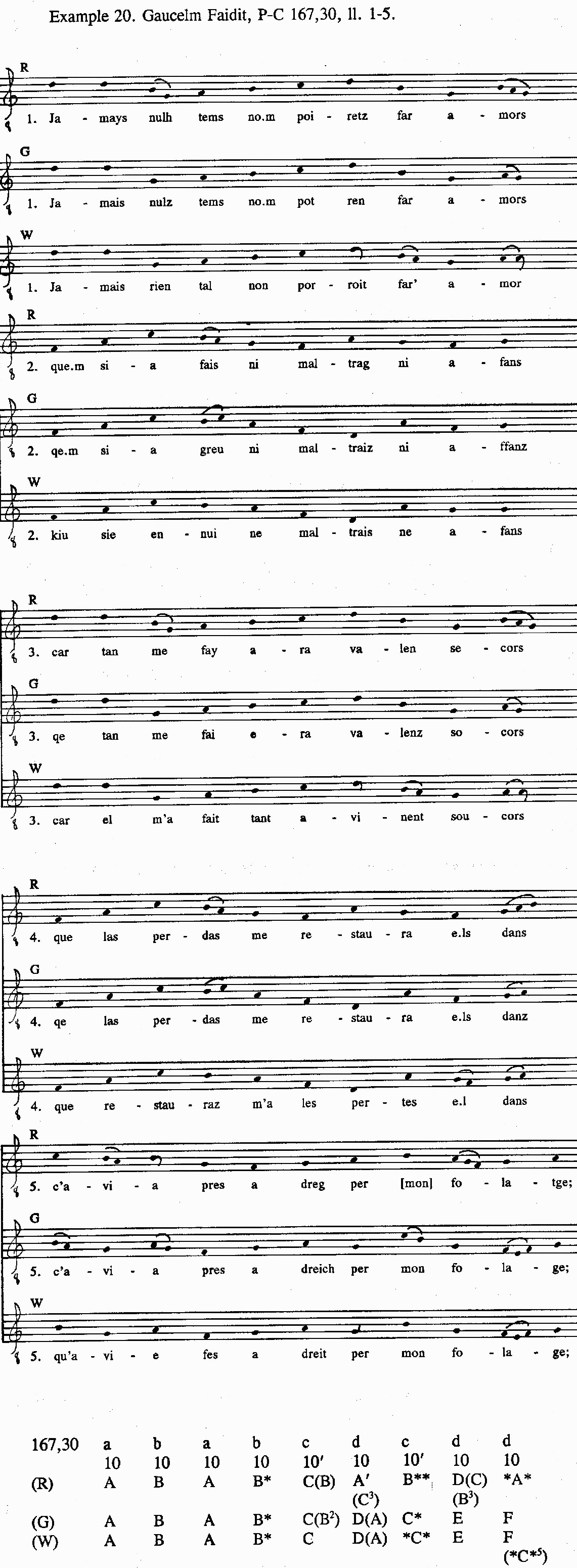
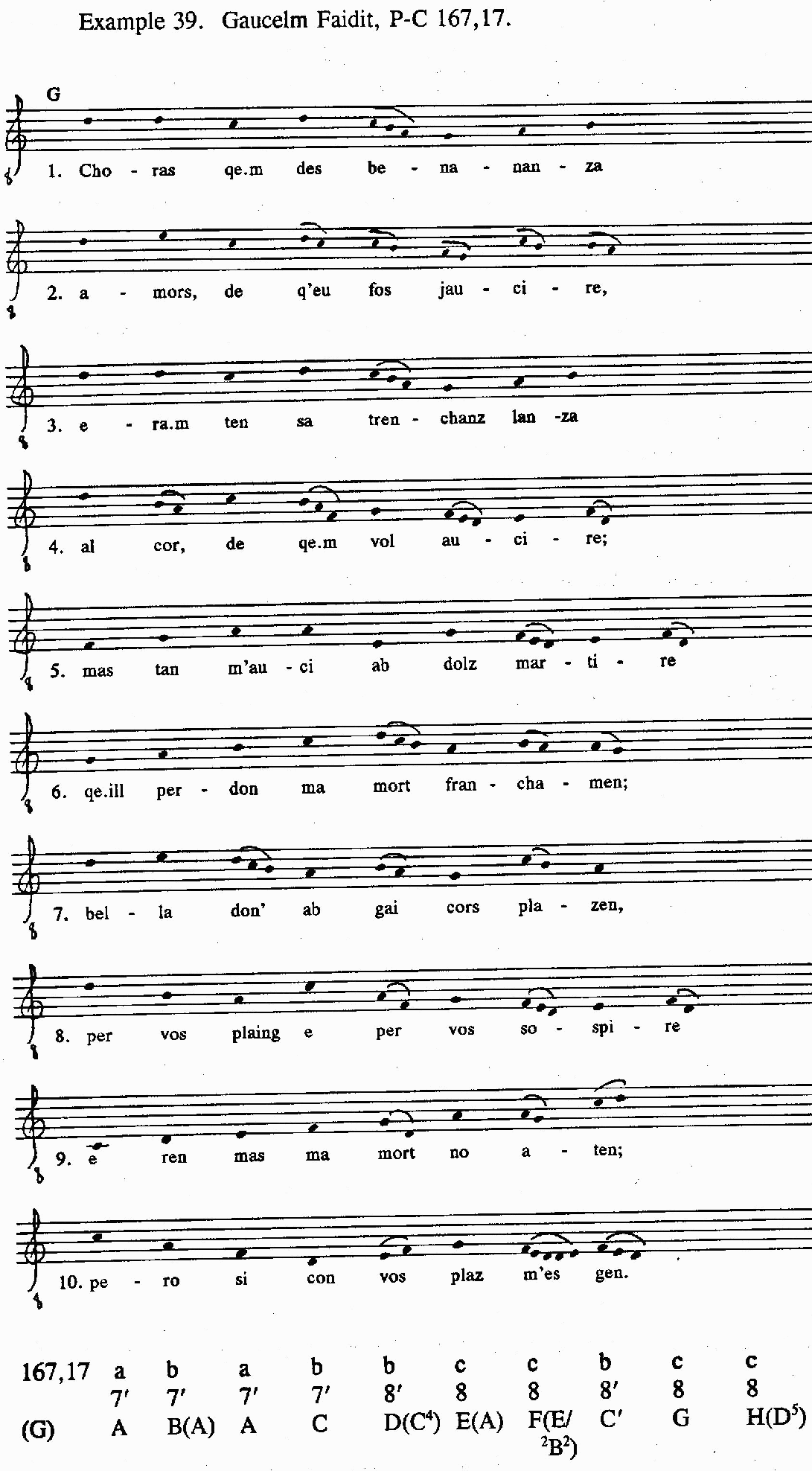